# Liste des monuments historiques de Brest
Ce tableau présente la liste de tous les monuments historiques classés ou inscrits dans la ville de Brest, Finistère, en France.

## Liste
| Monument                         | Adresse                               | Coordonnées                      | Notice         | Protection            | Date       | Illustration                 |
| -------------------------------- | ------------------------------------- | -------------------------------- | -------------- | --------------------- | ---------- | ---------------------------- |
| Auberge de jeunesse de Brest     | 5 rue de Kerbriant                    | 48° 14′ 02″ nord, 4° 15′ 39″ est | « PA29000102 » | Inscrit               | 19/09/2018 | Auberge de jeunesse de Brest |
| Bâtiment aux Lions               | 3 rue Saint-Malo                      | 48° 23′ 19″ nord, 4° 29′ 59″ est | « PA29000065 » | Classé                | 04/02/2011 | Bâtiment aux Lions           |
| Château de Brest                 | 6 boulevard Jean-Moulin               | 48° 13′ 31″ nord, 4° 17′ 39″ est | « PA00089847 » | Classé partiellement  | 21/03/1923 | Château de Brest             |
| Église Saint-Louis de Brest      |                                       | 48° 13′ 55″ nord, 4° 17′ 33″ est | « PA29000104 » | Inscrit               | 12/12/2018 | Église Saint-Louis de Brest  |
| Gare de Brest                    | 8, place du 19e régiment d'infanterie | 48° 13′ 54″ nord, 4° 17′ 06″ est | « PA29000103 » | Inscrit               | 19/09/2018 | Gare de Brest                |
| Hôpital Augustin-Morvan          | 2, 6 et 8, avenue Maréchal-Foch       | 48° 14′ 01″ nord, 4° 17′ 28″ est | « PA29000011 » | Inscrit partiellement | 12/06/1997 | Hôpital Augustin-Morvan      |
| Naval Monument de Brest          | 26 Rue de Denver                      | 48° 13′ 48″ nord, 4° 17′ 28″ est | « PA29000089 » | Inscrit               | 27/07/2015 | Naval Monument de Brest      |
| Villa Mathon                     | 4 rue Poullic-Al-Lor                  | 48° 23′ 11″ nord, 4° 28′ 51″ est | « PA00135262 » | Inscrit               | 23/11/1995 | Villa Mathon                 |
| Église Sainte-Thérèse-du-Landais | Boulevard du Commandant Mouchotte     | 48° 13′ 56″ nord, 4° 18′ 12″ est | « PA29000105 » | Inscrit               | 15/02/2019 | Image manquante Téléverser   |